# Lelalai
Lelalai ist ein osttimoresischer Sucos im Verwaltungsamt Matebian (Gemeinde Baucau).

## Geographie

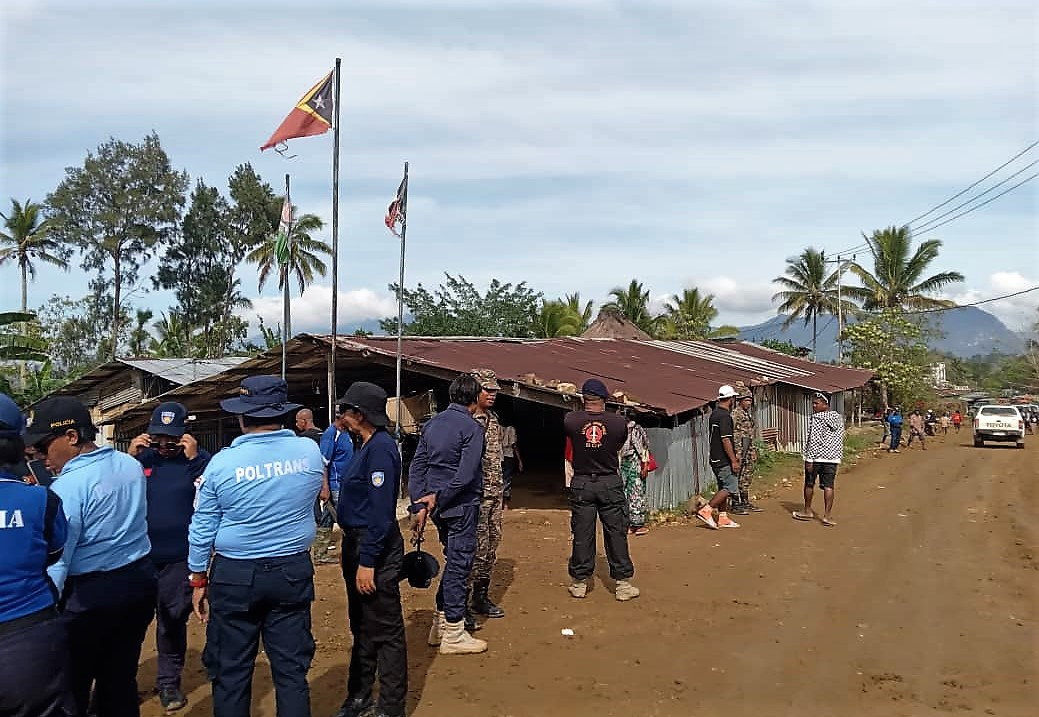
In Dubuai

Vor der Gebietsreform 2015 hatte Lelalai eine Fläche von 19,20 km². Nun sind es 22,05 km². Der Suco liegt im Nordwesten des Verwaltungsamts Matebian. Die Grenze zu Laisorolai de Baixo und Bualale bildet der Fluss Cassaquiar, ein Quellfluss des Seiçals. Im Grenzgebiet zu Maluro entspringt der Defaliu, der entlang der Grenze nach Süden fließt. Er ist ein Quellfluss des Bebui.
Der Hauptort des Sucos ist Lelalai im Osten des Sucos. Er liegt auf einer Meereshöhe von 590 m. Hier befindet sich die Grundschule des Sucos, die Escola Primaria Catolica Lelalai. Der zweite Ort namens Lelalai im Suco liegt im Norden des Sucos auf einer Meereshöhe von 368 m.
Es führt keine Überlandstraße in den Suco, weswegen er mit der Außenwelt nur schlecht angebunden ist. Für die Parlamentswahlen in Osttimor 2007 mussten die Wahlurnen per Hubschrauber zum Wahllokal in der Grundschule gebracht und abgeholt werden. Im Zentrum des Sucos liegen nah beieinander die Orte Ualiu (Uataliu, Uatalio), Uabuu und Uilao (Uailao). Westlich davon liegt das Dorf Sogau, östlich die Orte Cairedo und Uaibu. Neben dem Ort Lelalai im Osten befinden sich hier die Dörfer Daemenama, Lolubowogua und Sauacassa. Im Süden liegt ein weiteres Dorf namens Sauacassa und der Ort Ateuaisai reicht von Afaloicai nach Lelalai hinein. In Dubuai (Dubuwai, Lage) befindet sich der Heldenfriedhof von Quelicai (Jardim dos Herois da Pátria), der 2022 eingeweiht wurde.
Im Suco befinden sich die vier Aldeias Dauaduca, Dessa, Maluro und Ossoliro.

## Einwohner
In Lelalai leben 1.277 Einwohner (2022), davon sind 648 Männer und 629 Frauen. Im Suco gibt es 238 Haushalte. Fast 100 % der Einwohner geben Makasae als ihre Muttersprache an. Minderheiten sprechen Tetum Prasa und Tetum Terik.

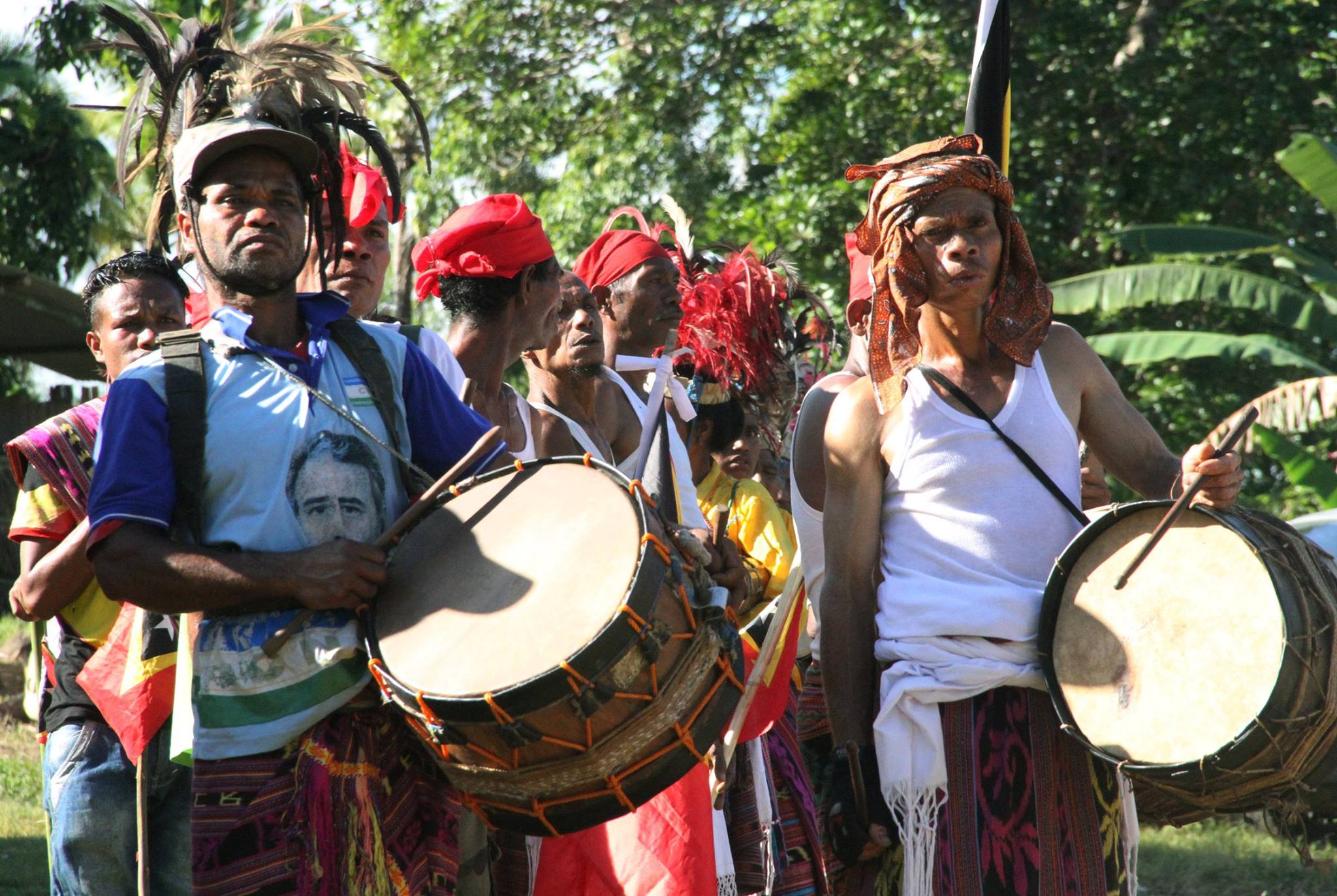
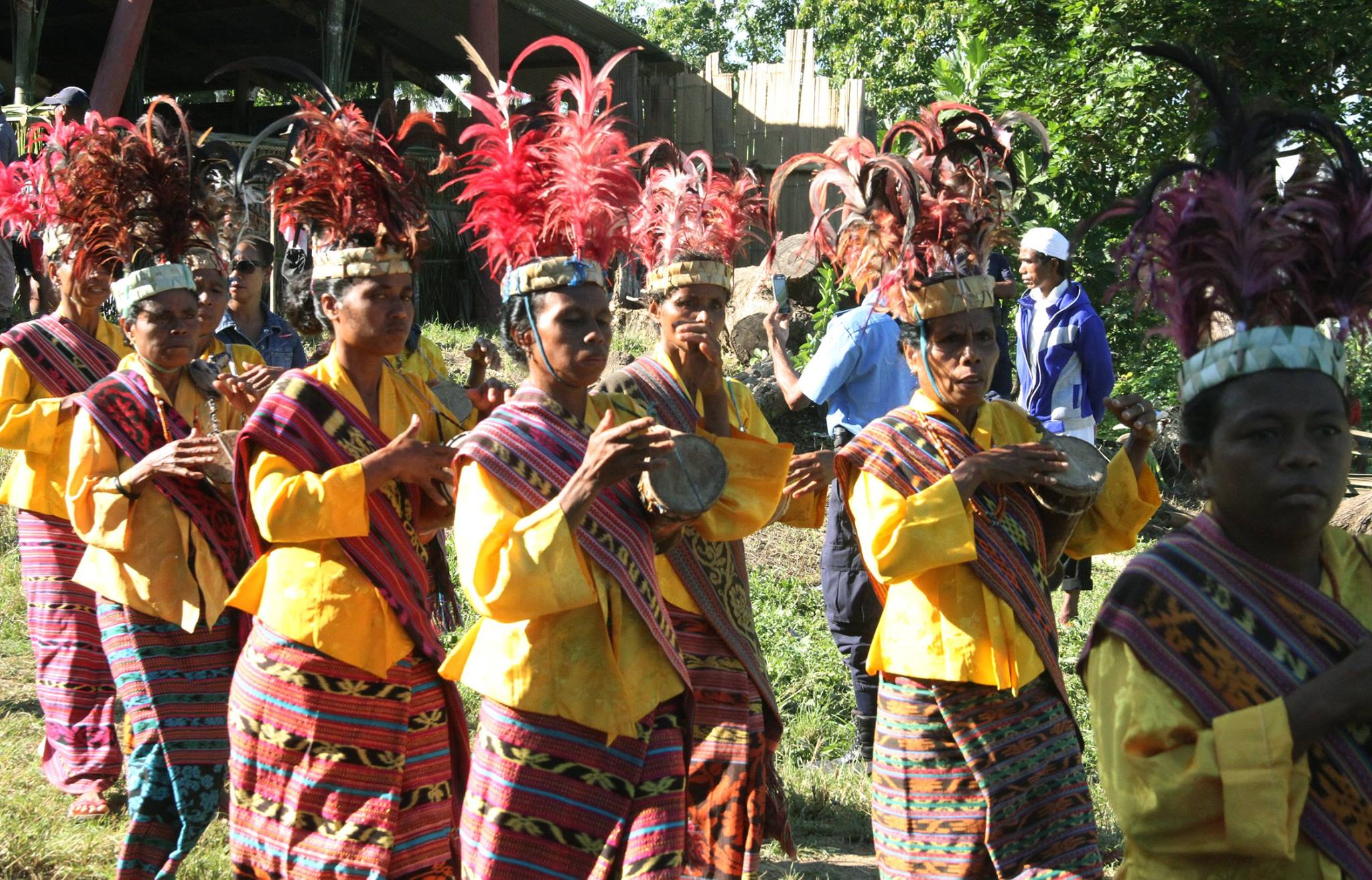
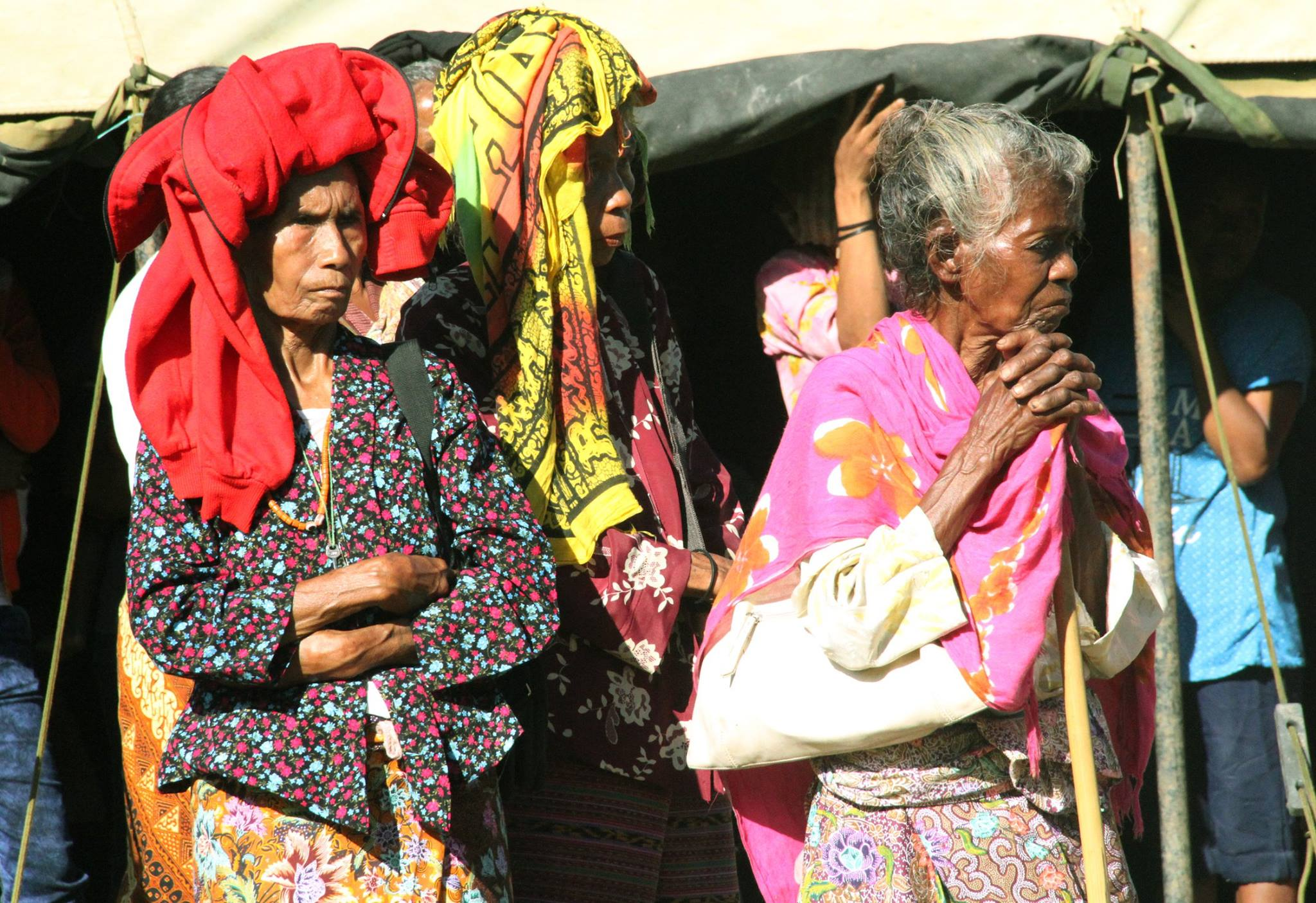
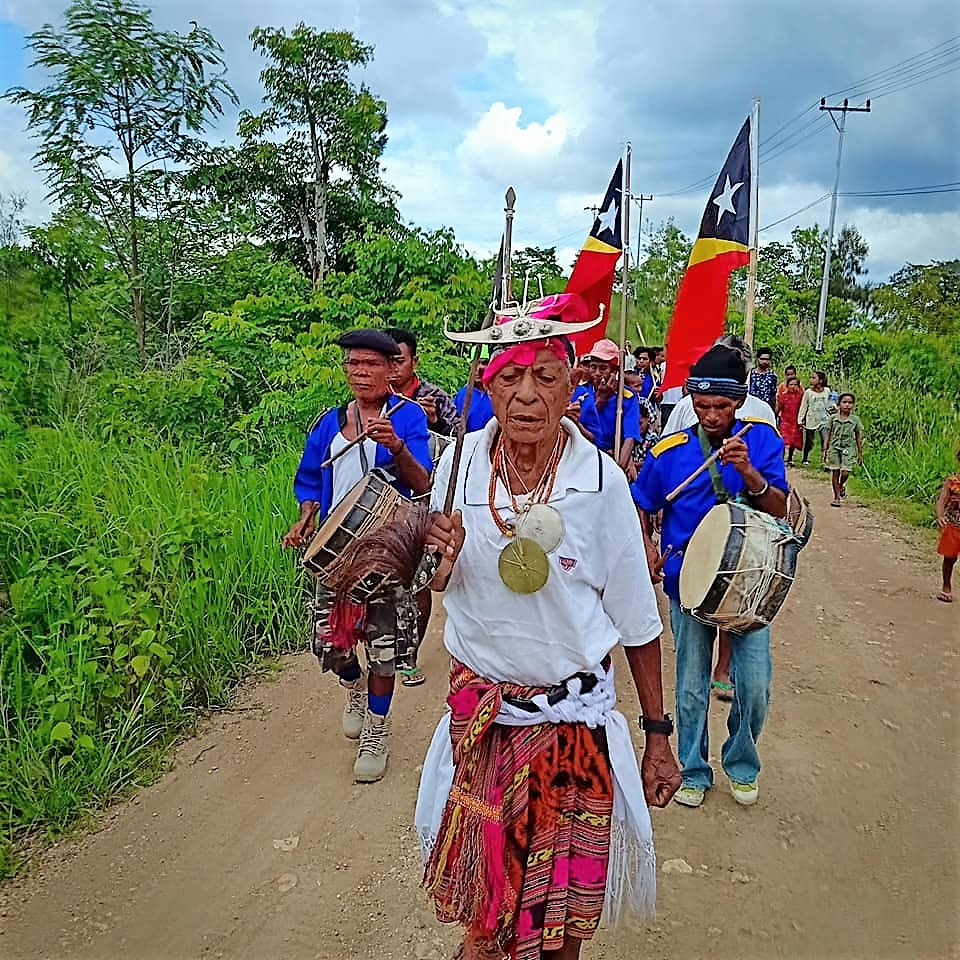

## Geschichte

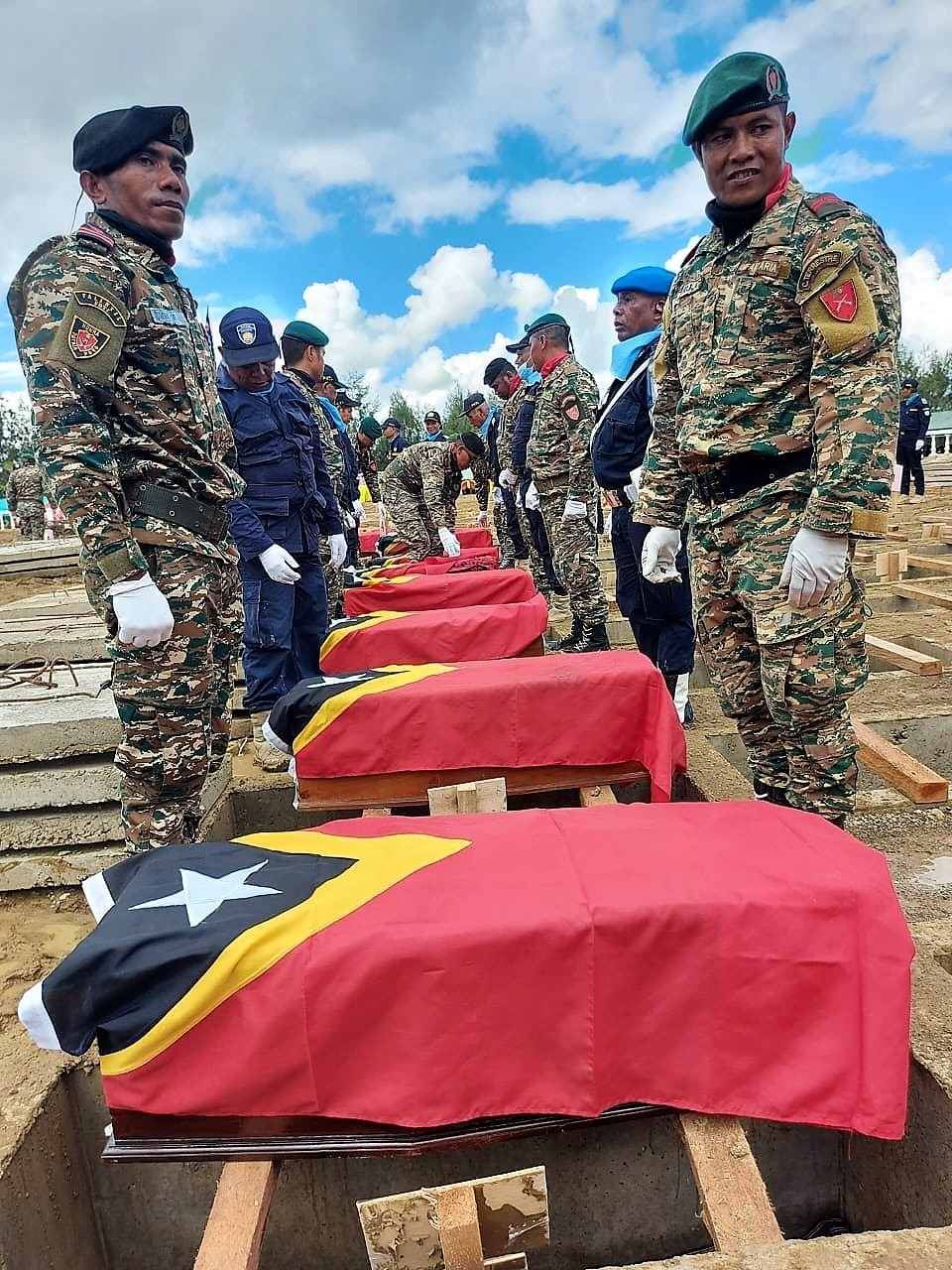
Einweihung des Heldenfriedhofs in Dubuai (2022)

Im Mai 2012 wurden eine Schule und sechs weitere Gebäude durch schwere Regenfälle zerstört.

## Politik

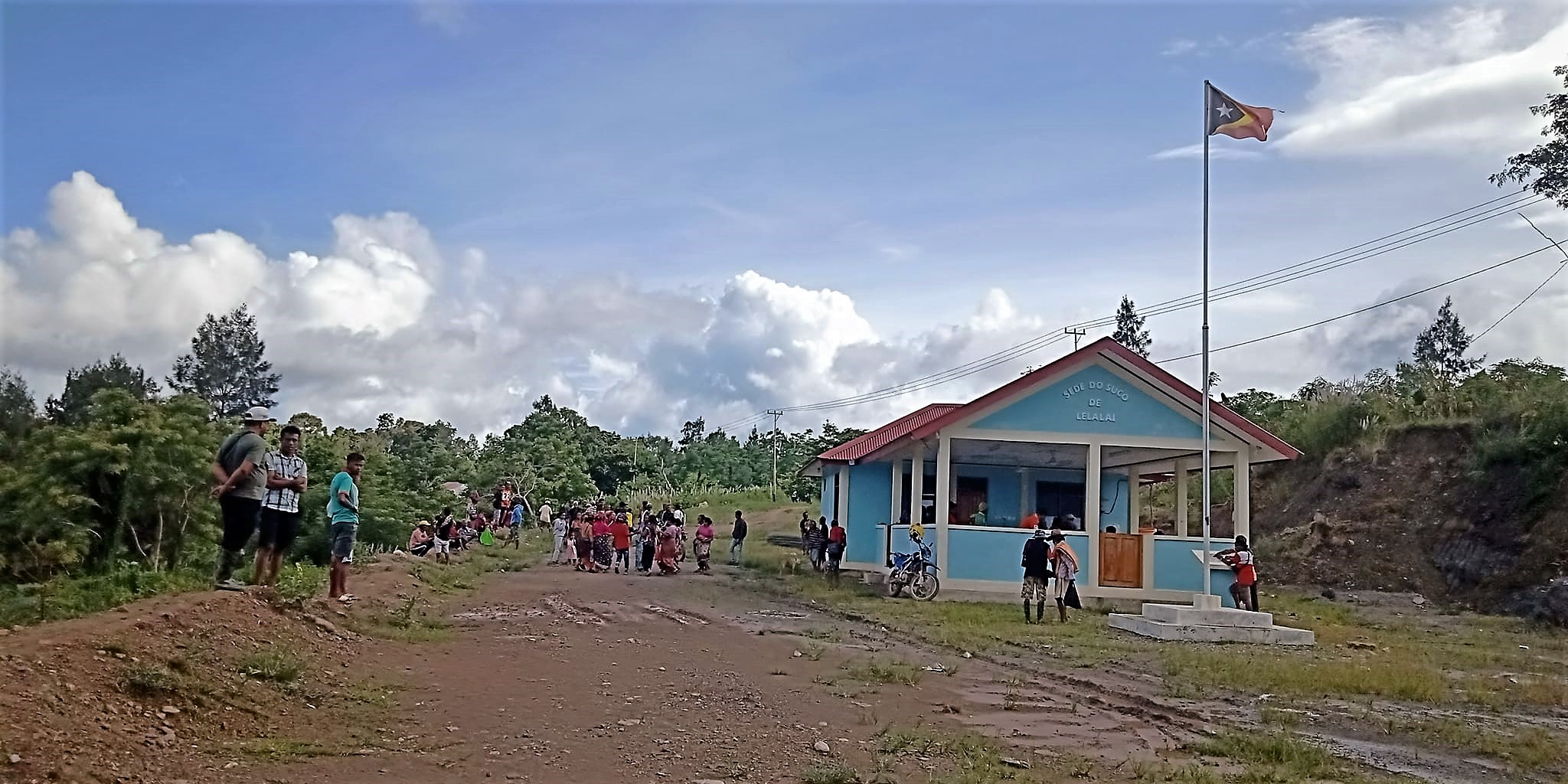
Sitz des Sucos Lelalai

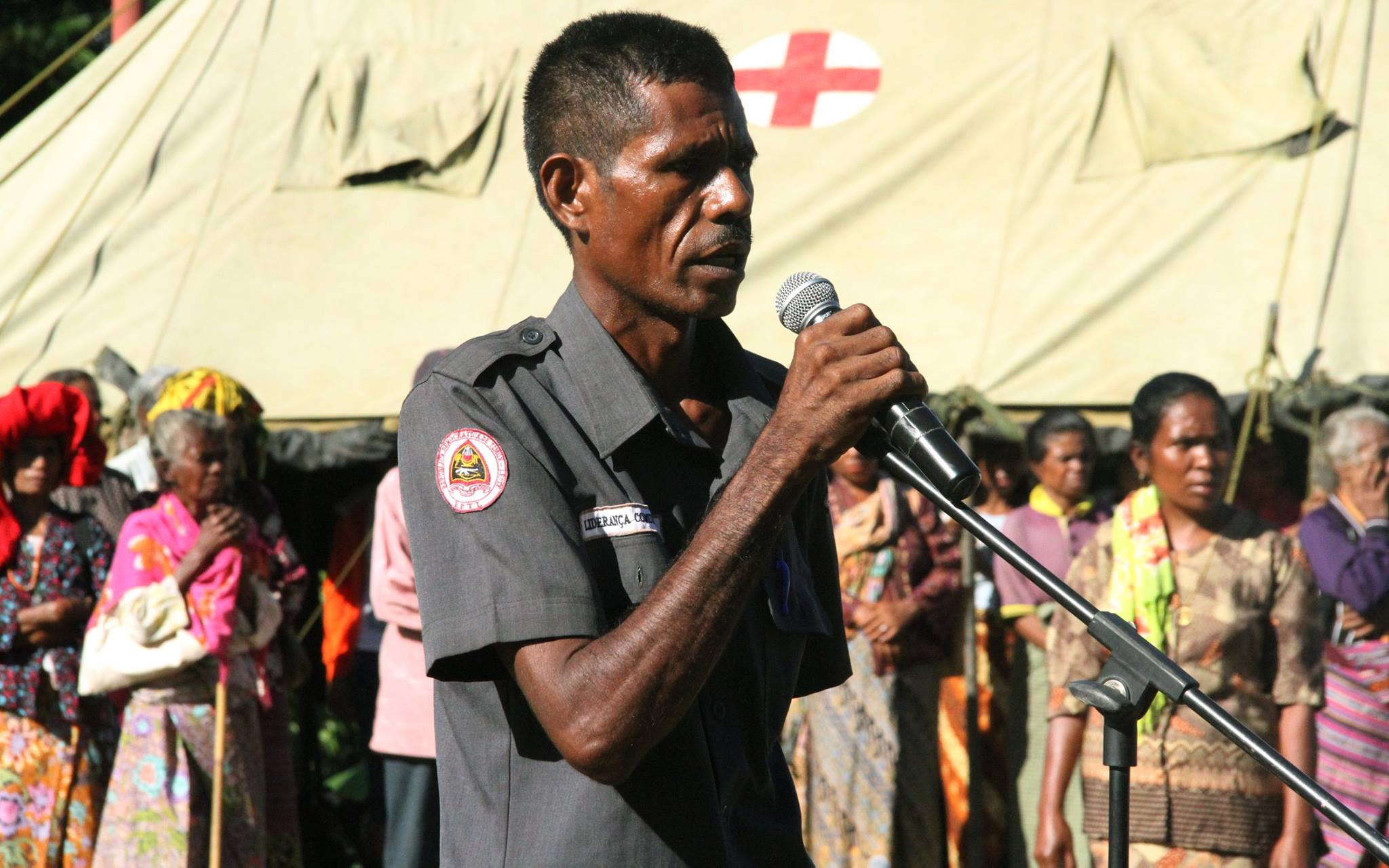
Justino Xavier Freitas (2016)

Bei den Wahlen von 2004/2005 wurde Francisco Soares zum Chefe de Suco gewählt. Bei den Wahlen 2009 gewann Justino Xavier Freitas und 2016 Salamão Fraga Fernandes. "Fernandes" wurde 2023 wiedergewählt.
2023 wurden zum Chefe de Aldeias gewählt: Olivio Vitor Soares (Dessa), Calisto Belo (Dauaduca), Adolfo Soares (Maluro) und Armindo Grigorio Alves (Ossoliro).

## Persönlichkeiten
- Sabino Soares (1975–2021), Politiker